# Луїза Кеннеді (письменниця)
Луїза Кеннеді (англ. Louise Kennedy; нар. 1966/1967 (вік 57–59)) — ірландська письменниця.

## Дитинство та освіта
Кеннеді виросла в Голівуді, графство Даун, Північна Ірландія, а з 12 років — у Дубліні та Кілдері. Працювала шеф-кухаркою 30 років, перш ніж за наполяганням друга приєдналася до групи творчого письма. Має ступінь магістра та доктора філософії з творчого письма Королівського університету в Белфасті.

## Письменство
Ранні оповідання Кеннеді з'являлися у таких виданнях: «The Stinging Fly», «The Tangerine», «Banshee», «Wasafiri» та "Ambit" . Її номінували на премію Sunday Times Short Story Awards 2019 та 2020 років за оповідання «In Silhouette» та «Sparing the Heather» відповідно.
Дебютний роман Кеннеді «Злочини» (2022) був номінований на першу премію Waterstones Debut Fiction Prize 2022 року та Жіночу дітературну премію 2023 року. Кеннеді сказала, що це «історія приреченого кохання, що розгортається в маленькому містечку неподалік Белфаста 1975 року, в розпал кривавого конфлікту, знаного як «Лихоліття».
2023 року опублікувала збірку оповідань «Кінець світу — це глухий кут». Kirkus Reviews описав їх як «події, що відбуваються в сучасній Ірландії, розділеній багатством та освітою». Оглядач The Guardian назвав її «разючим і болісно зворушливим дебютним збірником», а New York Journal of Books відзначив «глибокі, пронизливі історії з життя, майстерно вплетені у лаконічні, оголені віньєтки без жодних прикрас».
Також писала для The Guardian, The Irish Times та BBC Radio 4.

## Особисте життя
Кеннеді мешкає у Слайго.

## Нагороди
| Рік      | Книга   | Нагорода                                        | Категорія           | Результат    | Посилання |
| -------- | ------- | ----------------------------------------------- | ------------------- | ------------ | --------- |
| 2022 рік | Злочини | Премія Barnes&Noble Discover Great New Writers  | —                   | Номінація    |           |
| 2022 рік | Злочини | Ірландська книжкова премія                      | —                   | Перемога     |           |
| 2022 рік | Злочини | Премія за дебютну художню прозу від Waterstones | —                   | У шорт-листі |           |
| 2023 рік | Злочини | Британська книжкова премія                      | Загальна книга року | У шорт-листі |           |
| 2023 рік | Злочини | Британська книжкова премія                      | Дебютна книга року  | Перемога     |           |
| 2023 рік | Злочини | Премія Kerry Group за ірландську художню прозу  | —                   | У шорт-листі |           |
| 2023 рік | Злочини | Премія Маккіттеріка                             | —                   | Перемога     |           |
| 2023 рік | Злочини | Жіноча літературна премія                       | —                   | У шорт-листі |           |

## Переклади українською
2025 року у «Видавництві Старого Лева» вийшов український переклад роману «Злочини». Перекладачка — Олена Любенко.

## Додаткова інформація
- Kennedy, Louise (31 березня 2023). The books of my life: 'I read Wuthering Heights twice and found it demented'. The Guardian.